# Carex cataphyllodes
Carex cataphyllodes är en halvgräsart som beskrevs av Ernest Nelmes. Carex cataphyllodes ingår i släktet starrar, och familjen halvgräs. Inga underarter finns listade i Catalogue of Life.